# Head of Hillsborough
Head of Hillsborough est une communauté du Canada situé dans le comté de Kings, sur l'Île-du-Prince-Édouard. Elle se trouve au sud-ouest de Morell.